# Kenta Yamafuji
Kenta Yamafuji (山藤 健太 Yamafuji Kenta?, 14 de noviembre de 1986, Kanagawa) es un futbolista japonés que se desempeña como centrocampista. Actualmente juega en el Veerten Mie, de la Japan Football League, la cuarta división del Japón.

## Trayectoria

### Clubes
| Club                | País  | Año         |
| ------------------- | ----- | ----------- |
| Arte Takasaki       | Japón | 2009 - 2011 |
| Sony Sendai FC      | Japón | 2012 - 2013 |
| Zweigen Kanazawa    | Japón | 2014 - 2017 |
| Giravanz Kitakyushu | Japón | 2017        |
| Veerten Mie         | Japón | 2021 -      |

## Estadística de carrera

### J. League
| Club                | Año   | J. League | J. League | Copa J. League | Copa J. League | Total | Total |
| Club                | Año   | Part.     | Goles     | Part.          | Goles          | Part. | Goles |
| ------------------- | ----- | --------- | --------- | -------------- | -------------- | ----- | ----- |
| Zweigen Kanazawa    | 2014  | 32        | 2         | -              | -              | 32    | 2     |
| Zweigen Kanazawa    | 2015  | 41        | 0         | -              | -              | 41    | 0     |
| Zweigen Kanazawa    | 2016  | 37        | 4         | -              | -              | 37    | 4     |
| Zweigen Kanazawa    | 2017  | 2         | 0         | -              | -              | 2     | 0     |
| Giravanz Kitakyushu | 2017  | 8         | 1         | -              | -              | 8     | 1     |
| Total               | Total | 120       | 7         | 0              | 0              | 120   | 7     |